# باراماونت فانتايج
يباراماونت فانتايج (بالإنجليزية Paramount Vantage) المعروفة بباراماونت كلاسيكس، هي فرع من شركة باراماونت مختص بإنتاج، وتوزيع، وتسويق، وشراء الأفلام. وتختلف فانتايج عن الشركة الأم في كونها تهتم بالأفلام المنزلية.

## روابط خارجية
- باراماونت فانتايج على موقع IMDb (الإنجليزية)